# Aygedzor
Aygedzor (in armeno Այգեձոր?; precedentemente Kulali) è un comune dell'Armenia di 2 772 abitanti (2010) della provincia di Tavush.